# Unité urbaine de Meauzac
L'unité urbaine de Meauzac est une unité urbaine française centrée sur la ville de Meauzac, département de Tarn-et-Garonne.

## Données globales
En 2010, selon l'Insee, l'unité urbaine de Meauzac est composée de trois communes, situées dans l'arrondissement de Montauban du département de Tarn-et-Garonne.
L'unité urbaine de Meauzac appartient à l'aire urbaine de Montauban.

## Délimitation de l'unité urbaine de 2010
En 2010, l'Insee a procédé à une révision des délimitations des unités urbaines  de la France; celle de Meauzac est composée de trois communes.

### Communes
Liste des communes appartenant à l'unité urbaine de Meauzac selon la nouvelle délimitation de 2010 et sa population municipale en 2016 (liste établie par ordre alphabétique) :
| Nom                 | Code Insee | Département     | Statut       | Superficie (km2) | Population (dernière pop. légale) | Densité (hab./km2) | Modifier                                    |
| ------------------- | ---------- | --------------- | ------------ | ---------------- | --------------------------------- | ------------------ | ------------------------------------------- |
| Barry-d'Islemade    | 82011      | Tarn-et-Garonne | ville-centre | 11,35            | 931 (2022)                        | 82                 | modifier les données · modifier les données |
| Labastide-du-Temple | 82080      | Tarn-et-Garonne | ville-centre | 10,92            | 1 137 (2022)                      | 104                | modifier les données · modifier les données |
| Meauzac             | 82108      | Tarn-et-Garonne | ville-centre | 11,77            | 1 464 (2022)                      | 124                | modifier les données · modifier les données |

## Évolution démographique
L'évolution démographique ci-dessous concerne l'unité urbaine selon le périmètre défini en 2010.
| 1968  | 1975  | 1982  | 1990  | 1999  | 2009  | 2014  | 2015  | 2021  |
| ----- | ----- | ----- | ----- | ----- | ----- | ----- | ----- | ----- |
| 1 893 | 1 894 | 1 962 | 2 229 | 2 266 | 2 971 | 3 449 | 3 434 | 3 501 |